# Крагбе, Денис Сеги
Денис Сеги Крагбе (фр. Denis Ségui Kragbé; 10 апреля 1938, Сасандра, Французская Западная Африка — 4 июля 1998, Сасандра, Бас-Сасандра) — ивуарийский легкоатлет, выступавший в метании диска и толкании ядра. Участник летних Олимпийских игр 1964 и 1968 годов, чемпион и серебряный призёр Всеафриканских игр 1965 года, бронзовый призёр Всеафриканских игр 1973 года.

## Биография
Денис Сеги Крагбе родился 10 апреля 1938 года в городе Сасандра во Французской Западной Африке (сейчас в Кот-д’Ивуаре).
В 1964 году вошёл в состав сборной Берега Слоновой Кости на летних Олимпийских играх в Токио. В квалификации толкания ядра занял 20-е место, показав результат 16,59 метра — на 1,21 метра меньше норматива, дававшего пропуск в финал. В квалификации метания диска занял 24-е место, показав результат 46,43 метра — на 8,57 метра меньше норматива, дававшего место в финале.
В 1968 году вошёл в состав сборной Берега Слоновой Кости на летних Олимпийских играх в Мехико. В квалификации толкания ядра занял 17-е место, показав результат 55,24 метра — на 2,76 метра меньше норматива, дававшего пропуск в финал.
Трижды выигрывал медали Всеафриканских игр. В 1965 году в Браззавиле победил в толкании ядра и стал серебряным призёром в метании диска. В 1973 году в Лагосе выиграл бронзу в метании диска.
Умер 4 июля 1998 года в Сасандре.

## Личные рекорды
- Толкание ядра — 17,55 (1971)[5]
- Метание диска — 58,16 (1968)[5]